# Триніте (округ)
Округ Триніте (фр. Arrondissement de la Trinité) — округ у Франції, в департаменті Мартиніка. 2023 року округ об'єднував 10 муніципалітетів, населення становило 73 930 осіб.
Адміністративний центр (супрефектура) — Триніте.

## Муніципалітети
Список муніципалітетів округу та їхні коди INSEE:
1. Басс-Пуент (97203)
2. Гран'Рив'єр (97211)
3. Гро-Морн (97212)
4. Л'Ажупа-Буйон (97201)
5. Ле-Мариго (97216)
6. Лоррен (97214)
7. Макуба (97215)
8. Робер (97222)
9. Сент-Марі (97228)
10. Триніте (97230)